# Rikizō Matsuhashi
Rikizō Matsuhashi (松橋 力蔵?, Matsuhashi Rikizō; Tokyo, 22 agosto 1968) è un allenatore di calcio ed ex calciatore giapponese, di ruolo centrocampista, tecnico dell'FC Tokyo.

## Carriera
Tra il 1992 e il 1997 ha giocato nella massima divisione giapponese.

## Palmarès

### Giocatore

#### Competizioni internazionali
- Coppa delle Coppe dell'AFC: 1

Nissan Motors: 1991-1992

### Allenatore
- J2 League: 1

Albirex Niigata: 2022